# Kennya Silva
Gracivan da Silva Santos Pereira (Xinguara, Pará, década de 1970), mais conhecida como Kennya Silva, é uma poeta, professora, produtora rural e ativista brasileira. Sua obra é marcada pela valorização das experiências das mulheres rurais e pela denúncia das desigualdades sociais. Reside no Assentamento Tupã, na zona rural do município de Xinguara, no estado do Pará.

## Biografia
Gracivan da Silva Santos Pereira, 48 anos, é formada em Língua Portuguesa Literária, Pedagogia e Filosofia, além de possuir pós-graduação em Gestão Escolar, Língua Portuguesa, Literatura e Psicanálise. É trabalhadora rural, dona de casa e poetisa. Conhecida pelo pseudônimo de Kennya Silva, apelido que recebeu ainda na infância de uma tia, dedica-se à literatura e à militância social. 
Em 2004, escreveu o poema "Uma Maria Quarqué", lançado posteriormente no calendário da Embrapa em 2007. Em 2017, foi premiada pela iniciativa "#Mulheres Rurais, Mulheres com Direito", promovida pela Secretaria Especial de Agricultura Familiar (SEAD-Brasil), REAF do Mercosul, ONU, FAO, UCAR e Ministério da Agroindústria da Argentina. 
Além das premiações por suas poesias, Kennya também é reconhecida por seu trabalho voluntário: oferece orientação e aulas gratuitas de Língua Portuguesa e poesia, incentivando outras mulheres a retornarem à escola e a conquistarem seu espaço por meio da educação.
Kennya nasceu em um povoado no interior do Tocantins e mudou-se ainda criança com a família para o Pará. Filha de uma quebradeira de coco e de um dentista prático, cresceu em meio às atividades rurais. Aos 16 anos, interrompeu os estudos para se casar e posteriormente cuidar dos filhos. Após 17 anos, retornou à escola, concluiu o ensino médio e formou-se em Letras, Pedagogia e Filosofia, com pós-graduação em Língua Portuguesa e Literatura, Gestão Escolar e Psicopedagogia.

## Carreira literária
Kennya Silva começou a escrever poesias na adolescência e alcançou reconhecimento nacional em 2017 ao vencer o concurso "Vozes, Imagens, Histórias e Experiências das Mulheres Rurais", promovido pela campanha #MulheresRurais. O poema vencedor, "Uma Maria Quarqué", aborda os desafios das mulheres do campo e foi amplamente divulgado por meios como a Rádio Nacional da Amazônia, o programa Viva Maria e a mídia impressa e digital. 
É autora de "Depoimento de uma Sem Terra" (2005) e prepara o livro "Poesia é Vida". Seu trabalho já foi incluído em publicações como o calendário da Embrapa (2007) e citado em revistas, rádios e reportagens nacionais.

## Atuação social e reconhecimento
Kennya é membro da Academia Xinguarense de Letras e da Associação de Escritores do Sudeste do Pará. Atua como professora da rede pública, tutora de projetos culturais e educacionais e palestrante em ações de conscientização feminina e rural. Foi nomeada embaixadora da campanha #Mulheres Rurais, Mulheres com Direitos na Região Norte. 
Suas principais homenagens incluem:
- Troféu Viva Maria – Personalidade do Ano (2011)
- Troféu Natureza Viva – Defesa do Meio Ambiente (2012)
- Destaque na revista Amazônia Latitude (2020)
- Homenagem pelos 40 anos do programa Viva Maria (2021)
- Reconhecimento pelo Ministério da Agricultura (2019)

## Prêmios
- 1º lugar – concurso de poesia "Elas por Elas" (edição estadual, 2019)
- 3º lugar – concurso "Elas por Elas" (edição nacional, 2019)
- Prêmio "Mulheres Rurais, Mulheres com Direitos" – ONU, REAF e UCAR (2018)
- 1º lugar – concursos de poesia locais (1992–1993)

## Estilo literário
Sua produção é marcada por temáticas como violência de gênero, desigualdade social, empoeiramento feminino e vida no campo. Seus poemas trazem linguagem lírica e popular, como no exemplo de "Tu és como café forte", onde mescla lirismo com resistência.

## Obras publicadas
- Depoimento de uma Sem Terra (2005)
- Poesia é Vida (em produção)
- Uma Maria Quarqué (poesia, 2017)